# Slow Clap
«Slow Clap» es una canción de la cantante estadounidense Gwen Stefani para su próximo quinto álbum de estudio sin título. Ella escribió la canción con Ross Golan y el único productor de la canción, Luke Niccoli. Fue lanzado el 11 de marzo de 2021 por Interscope Records como el segundo sencillo del álbum y debutó junto con una línea de productos exclusivos de Amazon. La canción es un himno de reggae y pop que se comparó con "Hollaback Girl" de Stefani y su trabajo con No Doubt. «Slow Clap» se originó como una canción de amor emocional, pero pasó a ser positiva siguiendo las recomendaciones de Niccoli y Golan. La letra de la canción habla de resiliencia y su título se inspiró en películas que retratan a un desvalido.
Una versión de «Slow Clap» con la rapera estadounidense Saweetie fue lanzada el 9 de abril de 2021. Stefani expresó interés en trabajar con Saweetie después de ver su perfil de Instagram, lo que resultó en la programación de su colaboración al día siguiente. El video musical que lo acompaña fue dirigido por Sophie Muller y filmado dentro del gimnasio y vestuarios de una escuela secundaria.

## Antecedentes y lanzamiento
A finales de 2020, Gwen Stefani reveló que había estado escribiendo canciones y quería lanzar algo "muy pronto". En diciembre, lanzó la canción «Let Me Reintroduce Myself» como el sencillo principal de su próximo quinto álbum de estudio. Ella confirmó el álbum en enero de 2021, en una entrevista con Today, y dijo que su lanzamiento se produciría "probablemente pronto". Stefani también expresó su entusiasmo por publicar nuevos sencillos: "Lo que es tan bueno ahora es que puedes publicar música y escribir al mismo tiempo [...] puedes compartirla más rápido y no preocuparte tanto por eso. Es divertido". El 8 de marzo, publicó una serie de imágenes en sus cuentas de redes sociales, con objetos como un reloj despertador que decía "5:44" y una cinta de casete con el título «Slow Clap». Ella confirmó «Slow Clap» como el nombre de su próximo sencillo, al día siguiente. La portada del sencillo se dio a conocer simultáneamente, mostrando a Stefani con un atuendo inspirado en una vaquera "deslumbrada y con flecos de diamantes". Está rodeada de varios huevos de Pascua, como una pelota de baloncesto, una bicicleta y un cono de helado.

Usando el mismo equipo creativo detrás de «Let Me Reintroduce Myself», «Slow Clap» fue escrita por Stefani, Ross Golan y el único productor de la canción, Luke Niccoli. Durante una entrevista con Zane Lowe de Apple Music 1, Stefani declaró que inicialmente se imaginó escribiendo una "canción de amor triste", pero que tanto Niccoli como Golan la recibieron con vacilación. La convencieron de que escribiera una canción sobre resiliencia y reflexión, que se convirtió en «Slow Clap». Ella continuó:
Es algo así como este lugar, siempre pasas por diferentes fases en las que te cuestionas a ti mismo [...] Siento que es eso que nos pasa a lo largo de la vida. Comienza en la escuela secundaria, donde sientes que no encajas, y luego, a veces, tu rareza es lo que te hace tan especial, por lo que la canción trata sobre eso. También se trata de querer simplemente, aunque sé que he tenido mis 15 minutos de mi tiempo, con ganas de hacer una doble inmersión y obtener un poco más.
«Slow Clap» se lanzó a los medios digitales para su descarga y streaming el 11 de marzo de 2021 a través de Interscope Records. Debutó junto con la línea de productos exclusivos de Stefani a través de Amazon y un clip de audio promocional de la canción en su canal de YouTube. Stefani promocionó la canción a través de presentaciones en vivo en Jimmy Kimmel Live! el 15 de marzo de 2021 y Good Morning America el 31 de marzo de 2021. El video musical de «Slow Clap» fue lanzado a través del canal de YouTube de Gwen Stefani el 27 de abril de 2021.

## Composición y letras
Debido al atuendo de vaquera de Stefani en la portada, algunos fanáticos creían que «Slow Clap» sería un lanzamiento de música country. Sin embargo, los críticos de música describieron la canción como una pista de reggae y pop de alta energía y con tintes ska. Su instrumentación consta de cuerdas y un "bajo hip hop ágil". A Niccoli se le atribuye el mérito de ser el bajista, guitarrista y teclista de la canción, mientras que Golan da palmadas y es vocalista de fondo. Ryan Leas de Stereogum afirmó que en la primera escucha de la canción, Stefani suena más como la cantante inglesa Charli XCX. Algunos críticos compararon el sonido con el trabajo de Stefani con No Doubt. Sintiendo que la canción recordaba a sus títulos más antiguos, Kelli Skye Fadroski de Orange County Register describió «Slow Clap» como "Rock Steady conoce a «Hollaback Girl»". Joey Nolfi de Entertainment Weekly promovió la comparación con Rock Steady, diciendo «Slow Clap» utiliza la misma 'melodía con eco de su pista del título (2001).
En «Slow Clap», Stefani canta sobre sus logros personales, profesionalmente, y no ser un perdedor, haciendo referencia a la historia de David y Goliat. La inspiración inicial de la canción provino de un "encuentro ajetreado" que tuvo con Interscope, que la dejó sintiéndose vulnerable. El título se inspiró en películas de la década de 1980, específicamente aquellas en las que el protagonista "vuelve a la vida". En una entrevista posterior, Stefani reconoció específicamente la película de 1986, Lucas. Fadroski resumió la letra de la canción como "una charla animada entregada con confianza", mientras que Rachael Dowd de Alternative Press las describió como "sobre volver a la realidad después de pasar por un momento de calma en la vida". El estribillo es lúdico y divertido, con Stefani cantando: «Aplaude, aplaude/Entra en la habitación como un jefe/Aplaude lento/Ponle un poco de sabor extra».

## Recepción de la crítica
Sam Damshenas de Gay Times elogió el sencillo y escribió que Stefani está "en su mejor momento". Nolfi disfrutó de «Slow Clap», llamándolo un gusano por el que Stefani merece "un aplauso". Leas sintió que la canción era "lo suficientemente contagiosa [para] quedarse atascada en tu cabeza" después de algunas escuchas, y que recordaba la carrera de Stefani en la década de 1990 cuando "sentó las bases" para otros artistas. Fabio Magnocavallo de Euphoria sintió que la letra de la canción era más profunda de lo que parecía inicialmente, y agradeció a Stefani por "llevar su sonido a donde diablos quiera que vaya" en una industria dominada por artistas más jóvenes.

## Versión con Saweetie

### Desarrollo
Una versión de «Slow Clap» con la rapera estadounidense Saweetie fue lanzada el 9 de abril de 2021 a través de Interscope Records. La colaboración se anunció por primera vez, cinco días antes a través de las cuentas de redes sociales de Stefani. Saweetie, junto con Kameron Glasper y Tayla Parx recibieron créditos adicionales como compositores de «Slow Clap». Stefani invitó a Saweetie para una colaboración después de ver a la rapera bailar su sencillo de 2005 «Luxurious» en una publicación de Instagram. La colaboración se programó dentro de un día, lo que resultó en que Saweetie volviera a su cuenta de Instagram y escribiera: "Voy a trabajar con alguien, aquí hay una pista: ella es icónica".
En el verso de Saweetie, ella recuerda su adolescencia al nombrar los caramelos Laffy Taffy y Bubblicious, y también brinda un reconocimiento a los sencillos de Stefani «Hollaback Girl» y «Rich Girl» (2004): «No soy una perra Hollaback / Ahora lo tengo, No tengo que actuar como rica». Ellise Shafer de Variety sintió cómo Saweetie rapeó con "confianza" en su verso. 

### Recepción de la crítica
Jordan Rose de Complex disfrutó la colaboración: "Gwen Stefani demuestra cómo la élite de un colaborador que es llamando en Saweetie para agregar un sabor completamente nuevo para la canción [...] La combinación de su voz pop patentada con los ritmos de rap de Saweetie la convierte en una canción única". Kaido Strange de mxdwn.com escribió que la aparición de Saweetie "da vida a la canción".

### Video musical
Junto al anuncio de una nueva versión de "Slow Clap", Stefani confirmó que también se lanzaría un video musical; ella tuiteó "[Tú] no pensaste que te dejaríamos sin un video musical, ¿verdad [tú]?!" Fue dirigida por Sophie Muller, colaboradora desde hace mucho tiempo de Stefani y No Doubt, y se lanzó el 9 de abril de 2021. Su lanzamiento fue precedido por un tráiler de diez segundos, que se publicó en YouTube el día anterior.
El video musical comienza con Stefani y Saweetie dentro del gimnasio y el vestuario de una escuela secundaria. Se les muestra vistiendo camisetas y uniformes deportivos, y el último artista también luce el cabello rosa intenso y un par de pantalones cortos con lentejuelas de estrellas. Ambos artistas, ocasionalmente sentados entre el público, interactúan con grupos de estudiantes que saltan la cuerda y botan pelotas de baloncesto. Termina con ambos artistas vestidos con atuendos de graduación, con Stefani y Saweetie vistiendo vestidos de color rosa y azul con volantes, respectivamente, y saltando en un trampolín.
Justin Curto de Vulture escribió que el video emitía "vibras de la escuela secundaria" que recordaban al video musical de «Hollaback Girl». Según Jon Jackson de Newsweek, los usuarios de Twitter criticaron el video como una apropiación cultural debido a la "apariencia inspirada en el hip hop" de Stefani y "la presentación visual de ella en medio de la gente de color".

## Lista de canciones
| Descarga digital/streaming |             |          |  |
| N.º                        | Título      | Duración |  |
| 1.                         | «Slow Clap» | 2:30     |  |

| Descarga digital/streaming – con Saweetie |                            |          |  |
| N.º                                       | Título                     | Duración |  |
| 1.                                        | «Slow Clap» (con Saweetie) | 3:11     |  |

## Créditos y personal
Créditos adaptados de Tidal.
- Gwen Stefani – compositor, letrista, vocalista
- Luke Niccoli – compositor, letrista, bajo, guitarra, teclados
- Ross Golan – compositor, letrista, corista, palmas
- Karl Wingate – ingeniero de grabación, personal de estudio
- Chris Gehringer – ingeniero de masterización, personal de estudio
- Tony Maserati – mezclador, personal de estudio

## Historial de lanzamientos
| Región | Fecha               | Formato (s)                | Versión      | Sello      | Ref.   |
| ------ | ------------------- | -------------------------- | ------------ | ---------- | ------ |
| Varios | 11 de marzo de 2021 | Descarga digital streaming | Original     | Interscope | [ 13 ] |
| Varios | 9 de abril de 2021  | Descarga digital streaming | con Saweetie | Interscope | [ 29 ] |